# Réseau interurbain de Lot-et-Garonne
Tidéo est le réseau de transport interurbain du département de Lot-et-Garonne, géré par le Conseil régional de Nouvelle-Aquitaine depuis le 1er janvier 2017 en application de la loi NOTRe.

## Histoire
Le réseau est exploité par le département depuis le 1/09/2011, où il a repris des lignes gérées par des transporteurs privés, permettant par là-même une augmentation des fréquences, une nouvelle tarification (unique de 2€), et une extension des dessertes. Ceci a nécessité une dotation du conseil général du Lot-et-Garonne de l'ordre de 300 000 €, permettant l'acquisition de 19 nouveaux bus, ce qui est à comparer avec les 13 millions annuellement déboursés pour l'acheminement scolaire des élèves du département.
Le Conseil régional de Nouvelle-Aquitaine reprend la compétence d'autorité organisatrice le 1er janvier 2017 en application de la loi NOTRe.

## Transporteurs
Il s'agit surtout de Citram et Delbosq, qui sont chargés de faire circuler ces bus

## Réseau
3 lignes ont été créées le 1er septembre 2011, reprenant pour une grande partie des liaisons assurées jusque-là par des transporteurs privés. Cette reprise de la gestion par l'assemblée départementale (le conseil général) a permis une augmentation des fréquences, une nouvelle tarification (unique de 2 €), et une extension des dessertes. Les liaisons effectuées sont dorénavant :
- Agen-Nérac-Lavardac
- Marmande-Tonneins-Sainte-Livrade-sur-Lot-Villeneuve-sur-Lot
- Villeneuve-sur-Lot-Fumel, bien que ces 2 villes soient situées à proximité de la ligne de Niversac à Agen, opérée par la région Nouvelle-Aquitaine

En plus de ces dessertes, on note l'existence de réseaux connexes, celui des TER Nouvelle-Aquitaine, soit 2 lignes de trains et des liaisons routières (notamment d'Agen à Villeneuve), mais également des réseaux urbains à Agen, Villeneuve, et Marmande. Enfin, il existe une offre de transport à la demande notamment pour les personnes à mobilité réduite.